# گاودار
گاودار، روستایی است از توابع بخش امام حسن در شهرستان دیلم استان بوشهر ایران.
در روستای گاودار امامزاده بی بی حلیمه بر فراز روستا بر روی تپه ای واقع شده است. گاودار بر روی خرابه‌های شهر باستانی سینیز قرار دارد

## جمعیت
این روستا در دهستان لیراوی جنوبی قرار دارد و بر اساس سرشماری سال ۱۳۸۵ جمعیت آن ۸۱نفر (۱۴خانوار) می‌باشد.